# Кеннел-клуб
Ке́ннел-клуб (англ. The Kennel Club), или Английский Кеннел-клуб — английский клуб собаководства, крупнейшая в Великобритании организация, занимающаяся регистрацией чистокровных собак и пород собак. Основанный 4 апреля 1873 года, клуб является старейшим в мире. Классификация пород собак, принятая английским Кеннел-клубом выделяет семь групп. По состоянию на 2019 год Кеннел-клуб признает 218 пород собак, более шестидесяти из которых выведены в Великобритании .
Помимо управления национальным регистром племенных собак Великобритании Кеннел-клуб выступает в качестве лоббистской группы по вопросам законодательства в области ответственного собаководства и защиты интересов собак, владельцев и окружающих.
Кеннел-клуб лицензирует выставки собак по всей Великобритании и самостоятельно проводит кинологическое мероприятие «Крафт» — крупнейшую и одну из самых престижных выставок собак в мире. В рамках «Крафта» проходят соревнования по различным видам кинологического спорта, а также обширные мероприятия по популяризации чистопородного собаководства, ответственного отношения к собакам и полезной деятельности собак. Кроме племенной и выставочной деятельности Кеннел-клуб реализовывает спортивные, культурные, благотворительные и образовательные программы.

## История

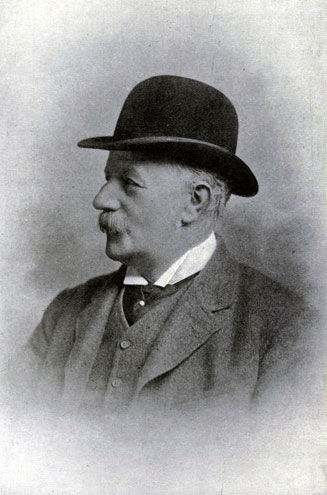
Сьюаллис Ширли, основатель Кеннел-клуба

В 1860-е годы Викторианская Англия была охвачена новым увлечением — выставками собак. Количество и масштабы выставок росли, мероприятия организовывались по всей стране, привлекая десятки тысяч посетителей. Единый набор правил проведения выставок и испытаний собак отсутствовал. Известные собаководы, обеспокоенные репутацией низкосортных выставок, в 1873 году в Лондоне, под руководством члена британского парламента Сьюаллиса Эвелина Ширли основали Кеннел-клуб. В число тринадцати основателей входил также Дж. Х. Уолш, который был судьёй на первой в истории выставке собак в 1859 году. Встреча организаторов состоялась в Лондоне, в трёхкомнатной квартире в Альберт Мэншенс по Виктория стрит. Все дела велись оттуда до переезда на Пэлл-Мэлл в мае 1877 года. Первое дог-шоу, организованное клубом, состоялось в 1873 году.
На первом ежегодном общем собрании клуба 1 декабря 1874 года Ширли был назначен его председателем. Принц Уэльский, а позднее король Эдуард VII, был первым покровителем клуба.
Было решено, что Кеннел-клуб будет нести ответственность за публикацию племенной книги. Первый том был опубликован в декабре 1874 года. В нём были перечислены родословные собак, участвующих в выставках с 1859 года, и содержался «Свод правил организации выставок и полевых испытаний собак». Создание реестра собак для их правильной идентификации стало основной задачей для новообразованного клуба собаководства. В 1880 году в первом номере «Кеннел Газетт» был напечатан первый ежемесячный реестр кличек собак. Эти регистрационные записи гарантировали, что каждая собака может быть однозначно идентифицирована на протяжении многих лет. Реестр является источником информации о родословной для каждой собаки в регистрах породы клуба. В настоящее время в Кеннел-клубе ежегодно регистрируется около 250 тысяч собак 218 пород.

## Деятельность
Великобритания является родиной более шестидесяти пород собаккат.. Английский Кеннел-клуб является автором оригинальных стандартов этих пород.
Помимо организации племенной работы собаководов Великобритании, Кеннел-клуб также занимается проведением множества спортивных мероприятий по кинологическим видам спорта, развитием дрессировочных центров, обучением и аккредитацией специалистов по разведению (заводчиков), выставочных экспертов, судей по спортивным и прикладным дисциплинам, благотворительностью, ветеринарными исследованием (в том числе генетических заболеваний собак), страхованием здоровья собак и просветительской деятельностью среди населения, а также будущих и настоящих владельцев собак.
В шестидесятых годах XX века Кеннел-клуб начал регистрировать метисов и в настоящее время популяризирует получение и регистрацию гибридов. В годовом отчете 2008—2009 годов, расширение членской базы и повышение значимости организации в глазах широкой общественности отмечено основными стратегическими целями.

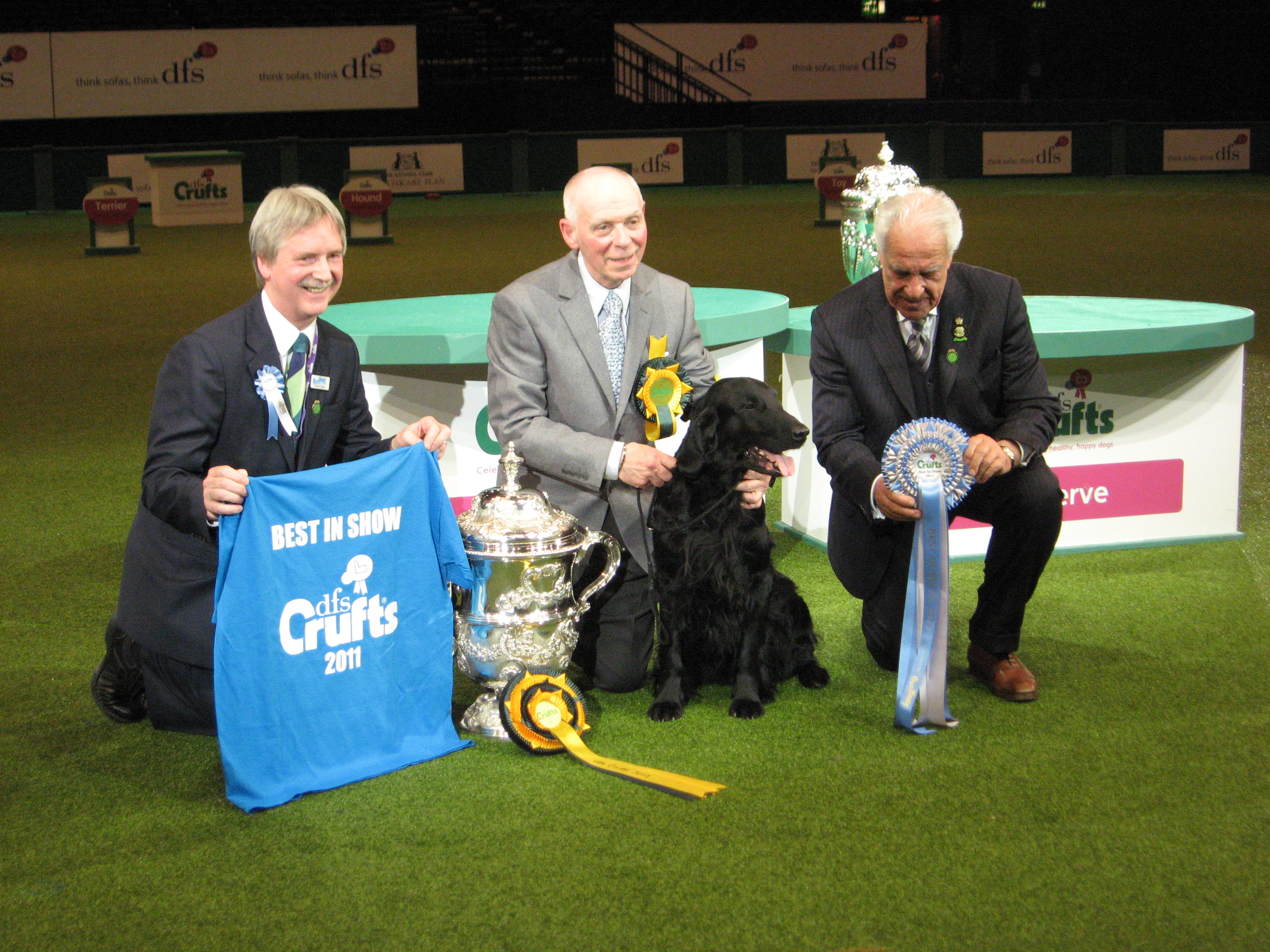
Победитель самой крупной выставки собак «Ctufts», проводимой Кеннел-клубом в 2011 году

### Спортивные и выставочные мероприятия
С самого начала деятельности Кеннел-клуб организовывал спортивные полевые испытания по дисциплинам для охотничьих собак. В 1920-е годы были проведены рабочие испытания для других пород. В 1950-е годы начали проводиться состязания по обидиенсу, а в 1970-е — по аджилити. С 1990-х годов Кеннел-клуб проводит состязания по флайболу и кинологическому фристайлу. В 2005 году Кеннел-клуб утвердил первые официальные правила соревнований по кинологическому фристайлу, после чего фристайл с собакой стал официальным видом спорта. Кеннел-клуб также активно продвигает ряд дисциплин ездового спорта, таких как каникросс и другие.
Последним официально признанным Кеннел-клубом видом спорта стал «Ралли». Ралли (или «ралли О» в США) — это спорт, образованный из элементов «Движение рядом» и обидиенса.
В 1939 году Кеннел-клуб приобрёл у вдовы Чарльза Альфреда Крафта — Эммы Крафт, знаменитую выставку собак «Крафт», которая не имела времени и сил для организации такого крупного мероприятия после смерти мужа в сентябре 1938 года. Во время Второй мировой войны шоу не проводилось. В 1948 году клуб провёл первое послевоенное мероприятие. С тех пор «Крафт» стал флагманским событием клуба и является крупнейшей и одной из самых престижных выставок собак в мире. Кеннел-клуб ежегодно организовывает три крупных мероприятия, которые посещают тысячи людей: Crufts в марте, Международный фестиваль по аджилити в августе и Discover Dog в ноябре.
С 2000 года Кеннел-клуб организовывает отдельные соревнования для собак смешанного происхождения с символической платой за участие. Метисы соревнуются в аджилити, обидиенс, фристайле. Для них организовано и мероприятие по выбору лучшей собаки, названное Scruffts в честь всемирно известного ежегодного шоу чистокровных собак Crufts. В 2013 году финал этого конкурса впервые прошёл в рамках Crufts.

### Арт-галерея и библиотека

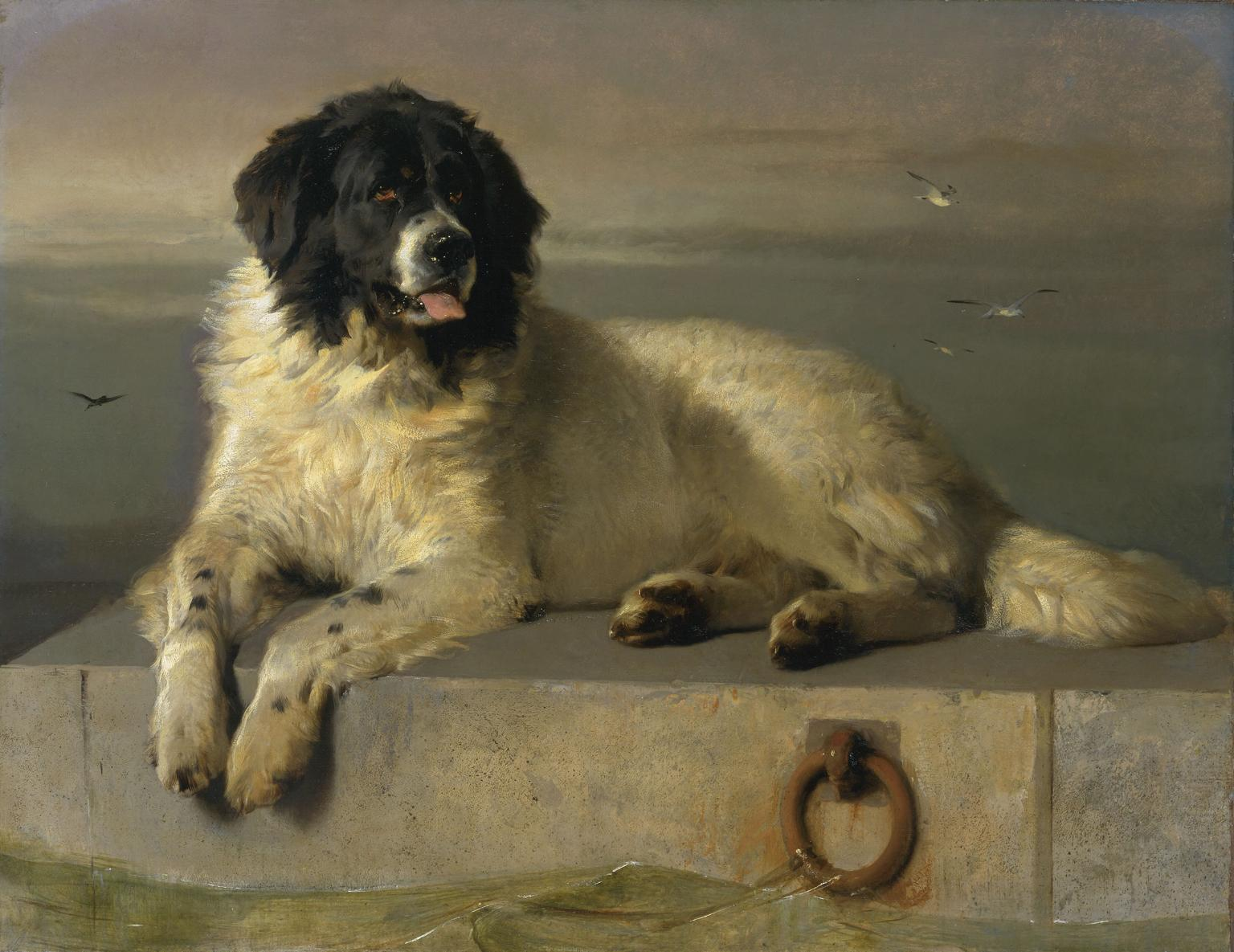
Достойный член гуманного общества
Эдвин Генри Ландсир, 1831 год

После реконструкции штаб-квартиры Кеннел-клуба в конце 1990-х годов появилась возможность создать галерею. Первой задачей было создание галерейного пространства, подходящего для коллекции произведений искусства клуба и для проведения серий временных выставок. Центром экспозиции стала картина «Достойный член гуманного общества» Эдвина Ландсира, взятая в долгосрочную аренду в Британской галереи Тейт.
В 2003 году была открыта постоянная художественная галерея, предоставляющая собой учебный центр для всех желающих исследовать собак в искусстве.
В галерее клуба хранится самая большая коллекция картин собак в Европе. Художественная галерея также включает в себя обширную коллекцию скульптур, фотографий и реликвий. Коллекция произведений искусства насчитывает более 500 экземпляров. В галерее проводится две-три специальные выставки в год, для которых заимствуются экспонаты из других галерей и частных коллекций. Также в арт-галерее проходит ежегодная выставка фотографий художников-анималистов «Dog Photographer of Year».
Как и галерея, частью учебного центра является библиотека клуба. Она содержит книги по каждой породе, признанной Кеннел-клубом, а также охватывает целый ряд тем, таких как дрессировка собак, разведение собак, выставки, полевые испытания и другие мероприятия для собак, здоровье собак и ветеринарный уход, собаки в искусстве и литературе. Коллекция редких книг о собаках включает книги, относящиеся к XVII веку.
В библиотеке хранятся журналы и газеты о собаках, включая международные издания, коллекция каталогов Crufts и каталогов Championship Dog Show с конца XIX века и по настоящее время, коллекция DVD и видео о различных породах, об обучении и по уходу за собаками, видеоматериалы Crufts и других мероприятий Кеннел-клуба.
Особенностью библиотеки являются коллекции материалов и исследований, собранные выдающимися собаководами. Эти коллекции включают в себя записки, тетради, фотографии, родословные.
Коллекции библиотеки носят исключительно справочный характер, знакомиться и работать с материалами можно исключительно в стенах библиотеки.

### Благотворительный фонд
Благотворительный фонд Кеннел-клуба (англ. The Kennel Club Charitable Trust) был основан в 1987 году. За счёт собранных средств финансируется широкий спектр работ в трёх основных областях:
- исследования проблем со здоровьем у собак;
- спасение и переселение собак, которые нуждаются в помощи;
- организация обучения собак-поводырей и поддержка служебных собак.

С 1949 года фонд инвестирует в ветеринарные и научно-исследовательские проекты по улучшению здоровья и благополучия собак. Наиболее крупными благотворительными проектами стали — финансирование строительства здания для проведения различных соревнований, тренингов, семинаров и благотворительных мероприятий в национальном сельскохозяйственном центре, открытом в 2009 году Майклом Кентским, поддержка Фонда здоровья животных при строительстве и оснащении нового центра по лечению и исследованию рака животных и финансирование Центра Генетики в Суффолке.
В 2007 году покровителем фонда стала герцогиня Камилла Корнуольская.

### Академия и Молодёжный Кеннел-клуб
Академия была создана клубом для доступного онлайн-образования в форме предоставления доступа к информации и организации обучения по различным темам. Основными направлениями образовательных программ являются:
- «Разведение собак» — семинары по вопросам селекции, наследственности, ДНК-тестирования, беременности и выращиванию помёта и другие темы;
- «Здоровье собак» — знакомство с исследованиями в области ветеринарии, изучение болезней собак;
- «Образование судей» — учебные программы для начинающих и практикующих судей, изучение правил проведения мероприятий, судейства, изучение стандартов пород[23].

Молодёжный Кеннел-клуб (англ. Young Kennel Club (YKC)) был создан в 1985 году и является крупнейшим в Великобритании молодёжным клубом, объединяющим любителей собак в возрасте от 6 до 24 лет. В клубе дети и молодые люди обучаются грумингу, хендлингу, занимаются дрессировки собак. Клуб предоставляет им возможность участвовать в соревнованиях по аджилити, флайболу, обиденсу, фристайлу против схожих по возрасту членов.

### База микрочипов Petlog
Обязательное чипирование собак введено в Великобритании 6 апреля 2016 года. С этой даты владельцы обязаны обеспечить наличие у собаки микрочипа и зарегистрировать её в одной из авторизованных коммерческих баз данных. Кеннел-клуб управляет проектом Petlog — крупнейшей в Великобритании базой данных чипированных домашних животных. Petlog является частью европейской сети из тридцати двух баз данных.

## Группы пород собак
Классификация пород собак, принятая английским Кеннел-клубом выделяет семь групп:
- Охотничьи (гончие, борзые)
- Подружейные
- Терьеры
- Пользовательные породы
- Служебные породы
- Комнатно-декоративные
- Пастушьи

По состоянию на 2019 год Кеннел-клуб признает 218 пород собак.